# Coarctatio aortae

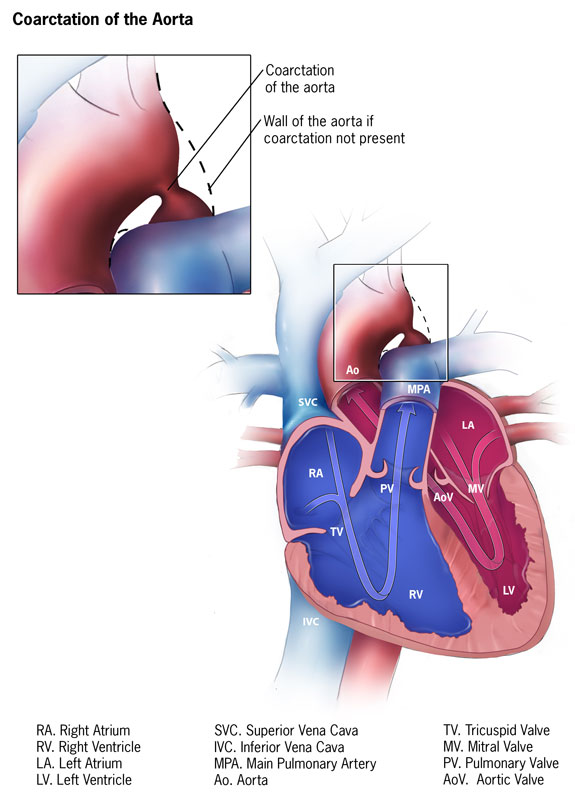
Coarctatio aortae

Een coarctatio aortae is een zeldzame aangeboren vernauwing van de aorta die zich doorgaans bevindt ter plaatse van de ductus van Botalli. De aandoening wordt meestal ontdekt bij baby's die slechts een paar weken oud zijn, maar soms komt het pas op volwassen leeftijd aan het licht.

## Klinisch beeld
Een ernstige coarctatio aortae wordt doorgaans ontdekt als de baby slechts enkele weken oud is. Door de vernauwing schiet de bloedtoevoer naar het onderste deel van het lichaam tekort. Het hart moet harder werken om het bloed toch rond te pompen, wat veel energie kost. Het kind is daardoor weinig actief,  slaapt veel en drinkt slecht.

Bij lichamelijk onderzoek zijn de pulsaties van de halsslagaders en de polsslagaders sterk doordat de bloedtoevoer naar het hoofd en de armen intact is, maar zijn de pulsaties in de liesslagaders zwak.

Een mildere vernauwing wordt vaak pas op latere leeftijd ontdekt. Het is een van de oorzaken van hypertensie op jonge leeftijd. Doordat de bloedtoevoer naar de nieren tekortschiet ontstaat RAAS-activatie en daardoor hypertensie. Daarnaast blijkt vaak dat de patiënten altijd al een matige conditie hadden en niet goed meekonden komen met gymnastiek en sport, dit doordat de bloedtoevoer naar de benen tekortschiet. Daarnaast kunnen hartkloppingen en hoofdpijn voorkomen.

## Diagnose
Op de babyleeftijd wordt de diagnose gesteld doordat het kind niet goed drinkt, veel slaapt en weinig actief is. Bij lichamelijk onderzoek zijn de pulsaties van de liesslagaders zwakker die van de halsslagaders. Dit kan worden bevestigd door de bloeddruk aan de enkels te vergelijken met de bloeddruk aan de bovenarmen. Daarnaast kan een souffle aanwezig zijn.

Op kinder- of jong-volwassenleeftijd wordt de diagnose doorgaans gesteld doordat sprake is van hoge bloeddruk, wat zeer ongebruikelijk is op jonge leeftijd. Van verminderde pulsaties hoeft op deze leeftijd niet altijd sprake te zijn, doordat collateraalvorming kan zijn opgetreden. De diagnose kan worden gesteld door een echo-onderzoek van de aorta descendens en door een MRI van de aorta.

## Behandeling
Opheffen van de vernauwing door een dotterprocedure met stentplaatsing of door een operatie waarbij het vernauwde deel van de aorta wordt weggesneden (coarctectomie).